# Fellow-Townsmen
Fellow-Townsmen is een kort verhaal van de Engelse schrijver Thomas Hardy. Hij voltooide het verhaal in 1880 en nam het op in de bundel Wessex Tales uit 1888. Het was in die editie een van de vijf verhalen; de uiteindelijke editie van 1912 telt zeven verhalen, waarvan Fellow-Townsmen het langste is. Qua opbouw en karakterontwikkeling kan het een korte roman worden genoemd. Het verhaal toont een aantal kenmerken die typerend zijn voor veel van Hardy's romans, waarin het noodlot en het toeval dan een bepalende rol spelen.
Het verhaal speelt zich af in Port Bredy, Hardy's fictieve naam voor Bridport. De stadgenoten uit de titel zijn met name de bevriende heren Barnet en Downe, en een jonge vrouw die in beider leven een cruciale rol speelt, Lucy Savile.

## Het verhaal
Het verhaal opent met een toevallige ontmoeting op straat tussen twee goede bekenden: George Barnet en Charles Downe. De twee mannen zijn bevriend, maar hun achtergrond en hun sociale omstandigheden zijn totaal verschillend. Barnet is een welgestelde handelaar die zijn rijkdom heeft geërfd en zich te gehaast in een ongelukkig gebleken huwelijk heeft gestort met een Londens aristocrate, terwijl hij Lucy, de vrouw die hij werkelijk liefheeft maar juist uit een lagere maatschappelijk klasse komt, is misgelopen. Downe daarentegen is een arme maar hardwerkende jonge advocaat, die echter een zeer gelukkig huwelijk heeft, met drie kleine dochters. Barnet doet zijn best om de lieve vrede te bewaren, door in te stemmen met de vergaande eisen van zijn vrouw, waaronder de bouw van een groot nieuw huis op een mooie plek aan de rand van de stad, terwijl hij meer dan tevreden is met de villa die hij nu bewoont. 
Als hij op een avond uit boosheid en frustratie over het gedrag van zijn vrouw een bezoek brengt aan Lucy, wordt dat opgemerkt door de plaatselijke arts, die nog geld aan hem schuldig is en hierin een kans ziet voor mogelijke chantage.

Downe doet het voorstel om zijn vrouw in contact te laten komen met Barnets echtgenote om mogelijk wat vrouwelijke invloed te doen gelden en haar te introduceren in het leven in het stadje. Een eerste afspraak tussen de vrouwen eindigt echter in een drama. Tijdens een boottochtje slaan zij overboord, Downes vrouw verdrinkt en het leven van Barnets vrouw balanceert op het randje. De dokter vertelt Barnet dat hij niets kon doen met een vreemde glans in zijn ogen. Toch ontdekt Barnet, die over het lichaam van zijn vrouw waakt, dat haar hart nog steeds zwakjes klopt en, na een lichte aarzeling terwijl hij uit het raam naar Lucy's huis kijkt, verdubbelt hij zijn inspanningen om het hart van zijn vrouw weer volledig op gang te krijgen. Ze overleeft het. Zij herstelt volledig, maar gaat er na enige tijd toch vandoor, met de kennelijke bedoeling niet meer terug te keren. Om Lucy aan een goede baan te helpen en zijn vriend Downe tegelijk een dienst te bewijzen beveelt hij haar aan als gouvernante voor Downes jonge kinderen.
Barnets vrouw overlijdt korte tijd later in Londen. Hierdoor ontstaat voor Barnet de kans om Lucy alsnog te winnen. Dan slaat het typisch Hardiaanse noodlot opnieuw toe. Op de dag dat hij bericht krijgt van het overlijden van zijn vrouw, blijkt dat op diezelfde dag Lucy in het huwelijk treedt met Downe. Barnet besluit alles achter zich te laten, verlaat de stad onopgemerkt, verkoopt al zijn bezittingen en begint een zwerftocht over de wereld.
Na 21 jaar keert hij terug in de stad, waar niemand hem meer kent. Hij verneemt dat Downe is overleden, maar dat Lucy nog altijd woont in het huis dat zij hadden gekocht: het huis dat Barnet had laten bouwen voor zijn vrouw. Hij bezoekt haar daar en doet haar een verlaat huwelijksaanzoek, dat zij echter resoluut afwijst. Hiervan krijgt zij na enig nadenken spijt, maar als zij contact met hem probeert te zoeken, blijkt Barnet opnieuw vertrokken. Zij blijft nog lange tijd hopen op zijn terugkeer, die echter niet meer plaatsvindt.